# Fransoa Persi
Baron Pjer-Fransoa Persi (fr. Baron Pierre-François Percy; 28. oktobar 1754 — 10. februar 1825) je bio hirurg, glavni sanitetski inspektor francuske vojske, akademik, profesor na Medicinskom fakultetu u Parizu i osnivač „Vojne bolnice za obuku“ Klamar, u blizini Pariza koja nosi njegovo ime (fr. L’Hôpital d’instruction des armées Percy – HIA Percy).

## Životni put
Fransoa Persi je rođen 28. oktobra 1754. u Montagney (Francuska), kao šesto od desetoro dece, Kloda Persija (фр. Claude Percy), vojnog hirurga, (koji je službovao u pešačdijskoj pukovniji Tallard), i Anne Guilleminsin. Studije medicine započeo je u Bezansonu a završio u Parizu 1775. Posle služenja vojnog roka, nastavio je službu u vojsci, u kojoj je dobio diplomu hirurga. Kao diplomiranih hirurg priključio se regimenti Berricavalerie 1782. i tako je započela karijera jednog od najboljih ratnih hirurga Francuske i Evrope toga doba. Kao vojni hirurg Parsi je učestvovao u svim ratovima koje je (za njegova života) vodila Francuska krajem 18. i početkom 19. veka.
Posle rata u Španiji (1809) Persio je postao baron. Iste godine napustio je aktivni hirurški rad, (navodno zbog oftalmije), ali je nastavio da radi kao glavni vojni sanitetski inspektor, profesor na Medicinskom fakultetu u Parizu i predavač u „Vojnoj bolnici za obuku“ u Klamaru (koju je on osnovao) i koja nosi njegovo ime - (fr. L’Hôpital d’instruction des armées Percy – HIA Percy). Ipak, sa obnavljanjem carstva, posle šest godina, po pozivu carevine učestvovao je u bici kod Vaterloa. Međutim, ubrzo, zbog neslaganja sa vojnim vrhom, potpuno je napustio vojnu službu. Ostatak života proveo je na poljskom imanju (pišući memoare) i više se nije bavio hirurgijom. Umro je 10. februar 1825. u Parizu a sahranjen je na groblju Pere Lachaise Na njegovom spomeniku uklesan je natpis: "On je bio otac vojne hirurgije" (fr. "Il fut le père des chirurgiens militaires").

## Dela
Persi, kao vojni hirurg, učestvovao je u svim ratovima revolucije i francuskog carstva, kao hirurg, organizator i inovator sanitetske službe. Zbog takvog rada ubrzo je nosio nadimak „otac ratne hirurgije“. Napoleon je za Persija često govorio: „Spokojan sam kada je pored mene Persi“.
Nakon Francuske revolucije i pada Bastilje 1789, velike evropske monarhije (Pruska, Austrija, Velika Britanija, Španija i Holandija) organizovale su se u Prvu koaliciju,  koja je 1792. započela rat protiv Francuske, neposredno nakon proglašena republike, i pogubljeni kralj Luja XVI i kraljice Marija Antoaneta. Na čelo francuskog saniteta, na severnom francuskom vojištu dolazi Persi, kao glavni hirurg koji nailazi na brojne probeleme. Tokom revolucije francuski vojni sanitet je rasturen, a ranije izgrađene vojne bolnice bile su neupotrebljive, pa su rezultati lečenja obolelih i povređenih, i pored zadovoljavajućeg medicinskog znanja lekara, poražavajući. Organizacija evakuacije ranjenika, praktično nije postojala i nije bla retkost da na bojnom polju ostane i po 20. 000 nezbrinutih ranjenika. Očajan zbog ovakvog stanja Persi je 1792 napisao:
...„Izbeći smrt od neprijatelja nije bilo manje opasno od spektakla evakuacije ranjenih vojnika u velike vagone, praćeno kricima, izloženosti kiši,vrućini ili smrzavanju, bez ikakve hrane i vode. Ranjenici su više priželjkivali smrt nego teške muke posle dolaska u vagona“. i dalje kaže „Veština lečenja ljudi malo se razlikovala od njihove destrukcije, stidljivi pokušaji nisu imali rezultate, a ako se pobede često osvajaju hrabrošću vojnika, onda i preduzimljivi hirurzi moraju biti uspešni“...
Persi, uočava ove nedostatke vojnog saniteta, 1792. i kako bi donekle ublažio organizaciju njegoovog rada napisao je „Priručnik za vojne hirurge“{{napomena|-{Manuel du chirurgien d’armée (Instruction de chirurgie militaireet Mémoire pour l’extraction des corps étrangers}-)}} koji se sastojao iz dva dela: „Uputstva za vojnu hirurgiju“ i „Podsetnik za odstranjivanje stranih tela“ Kakao bi smanjio smrtnos na vojištu Persi je obrazovao tzv „leteće (mobilne) hirurške ekipe“ 1796. („chirurgie mobile“), a potom, modifikovao vučna artiljerijska kola koja je opremio neophodnom medicinskom opremom. Tako su nastale prave pokretne sanitetske ekipe koje je Persi nazvao ambulantama (ambulance)
...„Ove „ambulante“ je vuklo šest konja, na kolima su bila tri bolničara sa neophodnim sanitetskim materijalom za prvu pomoć, a njihova osnovna uloga bila je brza evakuacija sa mesta ranjavanja do mesta pružanja hirurške pomoći. Ambulante su ubrzo dobile pogrdan naziv („kobasica“- ), i nikada nisu uvedene u francusku vojsku, jer je državna komisija procenila da je evakuacija isuviše opasna za oficire i konje i Persieva ideja je potpuno napuštene 1799....“
Takođe nije realizovana i Persijeva ideja o formiranju „ambulantnih bataljona“ (sa 16 zatvorenih i 48 otvorenih sanitetskih kola), jer je državna komisija odložila njihovo uvođenje 1809, a potom i 1813.
Nakon što je Persi postao glavni sanitetski inspektor priključio se Napoleonovoj „Velikoj armiji“* 1803. Od 1804. je i načelnik Saniteta vrhovne komande, i učesnik u svim velikim bitkama kao glavni hirurg.
U periodu kada je Napoleon vodio bitku kod Austerlica (2. decembar 1805) Persi je uredio bolnički centar u Beču i organizovao zbrinjavanje 4.000 ranjenika.
Pedesetak godina pre osnivanja „Crvenog krsta“, „Persi se zalagao i za zbrinjavanje ranjenika neprijatelja, a posle bitke 1. aprila 1814. organizovao je zbrinjavanje 12. 000 ranjenih Rusa i Prusa u Parizu.“
Persi je bio član Akademije nauka Francuske od 1807, a od 1820. i novoformirane Medicinske akademije. U ratnoj hirurgiji zastupao je mnogo umereniji stav u lečenju ratnih rana od Lareja. Smatrao je da se amputacije udova često mogu izbeći, da je potrebna što ranija i što brža obrada rana koja bi trajala do 20 sekundi, osmislio je i više instrumenata, držača za resekcije velikih zglobova, a 1820. je uveo u hirurški rad i metalne žice kao sastavni deo šavnog materijala.
Persi je, kao vojnik, bio oštrog i nepopustljivog držanja, što mu je stvorilo mnogo neprijatelja i zbog čega nije uspeo da realizuje sopstvene ideje o blagovremenom zbrinjavanju ranjenika. Kao čovek, bio je blage naravi i nikada nije protestovao i pored mnogobrojnih nepravdi i opstrukcija na koje je nailazio u svom životu.
 Često se u literaturi citiraju njegove reči koje je kao načelnik Saniteta „Velike armije“ Francuske uputio mladim hirurzima:
„Idite kuda vas zove otadžbina i humanost. Budite uvek spremni da služite i jedno i drugo, znajte da se ugledate na vaše plemenite drugove koji su na istoj dužnosti pali kao žrtve one veličanstvene odanosti koja je pravo priznanje ljudi našeg poziva“.

## Priznanja
- 1804. za njegov rad u vojski dodelan mu je orden Legije časti prvog reda. I imenovan za komandanta Legije časti u Ајлау
- 1807. izabran je za člana Akademija nauka i umetnosti Francuske.
- 1814. Persi je za lečenje 12.000 bolesnika i ranjenika, iz ruskih i pruskih napuštenih u bolnica u Parizu prio najviše ruznanje Bavarske, Pruske i Rusije (Orden Sv.Ane - rus. Орден Святой Анны) od Rusije , Adlerorden -Roter Adlerorden- od Prusije i priznanje Bavarske)
- 1820. kao penzionisani profesor, proglašen je za počasnog člana Akademija nauka i umetnosti Francuske
- Njemu u čast Vojna bolnica za obuku koju je on osnovao nosi njegovo ime — fr. L’Hôpital d’instruction des armées Percy – HIA Percy
- Početkom 19. veka kao priznanje za njegov rad objavljeni su Memori Fransoa Persija.
- Na spomeniku koji su Francuzi podigli Persiju uklesano je još jedno priznanje njegovom liku i delu; „On je otac vojne hirurgije“.

## Napomene
1. ↑  Bolnica u Klamaru nije dostigla popularnost i značaj Val de Grasa, ali je bila poznata kao bolnica u kojoj su se lečili i civili, gde su vršena istraživanja uticaja radioaktivnosti na zdravlje i po posebno razvijenoj hematologiji. Bolnica se poslednji put pominjala 11. novembra 2004, kada je u njoj umro palestinski vođa Jaser Arafat, posle hospitalizacije od 13 dana.
2. ↑  Novoformirane francuske trupe, nedisciplinovane i neorganizovane, često su gubile bitke. Nova francuska vlast postavila je na čelo trupa 26-godišnjeg Napoleona Bonapartu, koji je 1795. godine porazio snage koalicije na severu Francuske, a potom i austrijsku vojsku u Italiji, gde su nastavile rat Velika Britanija i Austrija. Velika Britanija, Austrija i Rusija formirale su Drugu i Treću koaliciju 1799, odnosno 1804. godine.
3. ↑  U periodu od 1792–1794. zbog nedostatka vojnih lekara mobilisano je 10. 000 lekara iz civilstva.

## Bibliografija
- Baron Pierre-François Percy 1754-1825 Chirurgien militaire français

## Spoljašnje veze
Медији везани за чланак Fransoa Persi на Викимедијиној остави